# Permanotus
Permanotus is een geslacht van kreeftachtigen uit de klasse van de Malacostraca (hogere kreeftachtigen).

## Soort
- Permanotus purpureus (Gordon, 1934)